# Liste der Monuments historiques in Fépin
Die Liste der Monuments historiques in Fépin führt die Monuments historiques in der französischen Gemeinde Fépin auf.

## Liste der Objekte
| Bezeichnung            | Beschreibung                                                                                       | Standort                        | Kennzeichnung | Schutzstatus | Datum | Bild |
| ---------------------- | -------------------------------------------------------------------------------------------------- | ------------------------------- | ------------- | ------------ | ----- | ---- |
| Gemälde Christi Geburt | Ölfarbe auf Holz, 16. oder 17. Jahrhundert; im Départeentsarchiv in Charleville-Mézières deponiert | in der Kirche Notre-Dame (Lage) | PM08001311    | Classé       | 2012  |      |